# 韋禮安
韋禮安（英語：William Wei Li An，英語藝名：WeiBird；1987年3月5日—），臺灣創作歌手。2006年底報名參加華視《快樂星期天》在國立臺灣大學舉辦的第一屆〈校園歌喉戰〉，冠軍賽以一曲《You're beautiful》奪得總冠軍。2011年入圍第22屆金曲獎最佳華語男歌手獎、最佳新人獎、最佳華語專輯獎及最佳作曲人獎，最終奪得最佳新人獎；2015年奪得第26屆金曲獎最佳作曲人獎。

## 個人生活
韋禮安出生於臺中市。畢業於臺灣大學外國語文學系。父親韋金龍為國立中興大學外國語文學系教授，曾任國立中興大學附屬高級中學代理校長。母親陳玉美為國立中正大學外國語文學系教授。配音員林美秀是他的阿姨。
韋禮安2022年與不具名非娛樂界妻子結婚。

## 職業生涯

### 校園歌喉戰
| 〈校園歌喉戰〉賽程 | 〈校園歌喉戰〉賽程 | 〈校園歌喉戰〉賽程    | 〈校園歌喉戰〉賽程       |
| 播出日期           | 原唱               | 曲目                  | 備註                     |
| ------------------ | ------------------ | --------------------- | ------------------------ |
| 2006年12月31日     | 周杰倫             | 〈黑色幽默〉          | 校園選拔賽               |
| 2007年1月14日      | 瑞安·卡布雷拉      | 〈True〉              | 月冠軍賽                 |
| 2007年2月25日      | 陶喆               | 〈流沙〉              | 季冠軍賽                 |
| 2007年5月20日      | 陶喆               | 〈無緣〉              | 單曲錄製資格賽           |
| 2007年6月13日      | 王力宏             | 〈Kiss Goodbye〉      | 記者會                   |
| 2007年7月1日       | 周杰倫             | 〈黑色毛衣〉          | 總決賽10進8              |
| 2007年7月8日       | 周杰倫             | 〈藉口〉              | 總決賽8進6               |
| 2007年7月15日      | 亚瑟小子           | 〈Simple Things〉     | 總決賽6進5               |
| 2007年7月22日      | 孙燕姿             | 〈遇見〉              | 總決賽5進4               |
| 2007年7月29日      | 方大同             | 〈愛愛愛〉            | 總決賽4強第一輪          |
| 2007年7月29日      | 魔力紅             | 〈This Love〉         | 總決賽4強第二輪          |
| 2007年7月29日      | 詹姆仕·布朗特      | 〈You are Beautiful〉 | 總決賽冠亞軍PK賽         |
| 2007年8月12日      | 張惠妹             | 〈人質〉              | 妹力PK賽                 |
| 2007年9月30日      | 陶喆               | 〈My Anata〉          | 第二屆校園歌喉戰開幕表演 |

2006年，韋禮安開始在網路創作平台StreetVoice上發表多首音樂創作，2007年獲得華視綜藝節目《快樂星期天》的〈校園歌喉戰〉第一屆冠軍，並接連在許多歌手的專輯中發表音樂作品。

### 發片至今
韋禮安個人首張EP《慢慢等》2009年3月13日發行，2010年發表第1張華語專輯《韋禮安》，並入圍第22屆金曲獎最佳華語男歌手獎、最佳新人獎、最佳華語專輯獎及最佳作曲人獎，最終奪得最佳新人獎。
2012年，發表第2張華語專輯《有人在等》，並於香港和臺北市舉辦《印象派》演唱會。
2014年，發表第3張華語專輯《有所畏》，並於華山1914文化創意產業園區展覽專輯立體畫。2015年，憑《有所畏》專輯入圍第26屆金曲獎最佳華語男歌手獎及最佳作曲人獎 ，最終獲得最佳作曲人獎。
2015年，在臺北小巨蛋舉行《放開那女孩》演唱會。
2016年，發行第4張華語專輯《硬戳》，並於台北及台中舉辦兩場【硬戳Live Show】。
2018年9月2日於社交媒體表示與福茂唱片的合作關係已完結，並自組耀聲音樂。
2019年9月發表單曲《而立》，並於11月展開巡迴演唱會。
2020年4月29日推出第5張華語專輯《Sounds of My Life》。
2021年，參加浙江卫视音樂選秀節目《2021中国好声音》，在盲選階段加入李榮浩戰隊。
2021年12月24日推出首張英語全創作專輯《I’m More Sober When I’m Drunk》。
2022年9月9日推出第6張華語專輯《明天再見》。
2022年9月10日、9月11日在臺北小巨蛋舉辦《如果可以，我想和你明天再見》演唱會。

### 合約事件
2018年與前東家福茂唱片發生合約糾紛，雙方為此對簿公堂。
官司於2020年11月6日完結，臺灣臺北地方法院宣判韋禮安一審勝訴，並指其至2018年已創作達95首歌曲達到約定條件，認定韋禮安依合約規定解約，福茂不能求償千萬損失，駁回福茂請求；然而，二審判決中，台灣高等法院法官認定韋禮安在福茂唱片時期僅創作88首歌曲，未符合當時的合約終止條件，因此二審判決需賠償福茂唱片488萬元。

## 音樂作品

### 錄音室專輯
|   | 發行日期       | 專輯名稱                          | 語言      | 曲目 |
| 1 | 2010年6月4日   | 《韋禮安》                        | 國語      | 1. 有沒有 2. 兩腳書櫥的逃亡 3. 故事 4. 因為愛 5. 慢慢等（專輯全新編曲版） 6. 翻譯練習 7. 理由 8. 陰天的向日葵 9. 完美一點 10. 好天氣（專輯全新編曲版） |
| 1 | 2010年8月17日  | 《韋禮安（黑夜版）》（CD+DVD）    | 國語      | CD 1. 有沒有 2. 兩腳書櫥的逃亡 3. 故事 4. 因為愛 5. 慢慢等（專輯全新編曲版） 6. 翻譯練習 7. 理由 8. 陰天的向日葵 9. 完美一點 10. 好天氣（專輯全新編曲版） Bonus MV DVD 1. 有沒有 2. 因為愛 3. 慢慢等 4. 好天氣 5. 陰天的向日葵 6. 兩腳書櫥的逃亡                                                               |
| 2 | 2012年8月3日   | 《有人在等》（CD+DVD）            | 國語 英語 | CD 1. 月球 2. 轟炸 3. 累 4. 心醉心碎 5. 還是愛著你 6. 這不是愛情 7. 印象派 8. One More Try 9. 有人在等我 10. We'll Never Know 11. 還是會 DVD 1. One More Try錄音歷程 |
| 3 | 2014年3月25日  | 《有所畏》                        | 國語      | 1. 狼 2. 沈船 3. 金銀島(Feat.MATZKA) 4. 在你身邊 5. 江郎 6. 格雷的畫像 7. 面具 8. 迷路(Feat.蛋堡) 9. 生存之道 10. 相信誰 11. 曙光 |
| 4 | 2016年8月18日  | 《硬戳》                          | 國語      | CD1 1. Intro 2. 渴望 3. 猜 4. Luvin'U 5. 玩遊戲 6. 第一個想到你 7. 為你好 8. 一隻鞋 9. 如果再見 10. 癡人 11. 在意 CD2 (預購版 Bonus Track) 1. 女孩 2. 一個人 3. 崑崙鏡 4. 似曾 5. 別說沒愛過 |
| 5 | 2020年4月29日  | 《Sounds of My Life》             | 國語 英語 | 1. Sounds of My Life 2. See You on Monday 3. Interlude (XYGX) 4. 房客 5. 貓咪共和國 6. 不用告訴我 7. Interlude (I WROTE A SONG FOR YOU) 8. 一口一口 9. 沒有你的世界 10. 而立 11. 這樣好嗎 12. 聽我的 13. Interlude (YOU WROTE A SONG FOR ME) 14. Brand New 15. 記得回來 16. I Wrote a Song for You 17. Credits |
| 6 | 2021年12月24日 | 《I’m More Sober When I’m Drunk》 | 英語      | 1. Is It Not Enough 2. I'm More Sober When I'm Drunk 3. Typo 4. Leave This Bed 5. Get Outta My Head 6. R.I.P. 7. Don't Show It 8. U 9. Cheap Love |
| 7 | 2022年9月9日   | 《明天再見》                      | 國語      | 1. 不都是漫長的道別 2. 不得不(Feat.徐佳瑩) 3. 巷口那間 4. 七月 5. 世界上最重要的人 6. 忽然 7. 沒有人想念沒離開的人 8. Take Me Away 9. 明天再見 |

### 實況專輯
|   | 發行日期     | 專輯名稱                     | 語言      | 曲目 |
| 1 | 2011年6月3日 | 《兩腳書櫥的逃亡演唱會》Live | 國語 英語 | CD-1 1. 因為愛 2. A Beautiful Mess 3. 翻譯練習 4. 故事 5. 人質 6. 愛愛愛 7. You're Beautiful 8. This Love 9. 外.賴 10. She'll Be An Angel 11. 我 一隻豬 和他的女朋友 12. 兩腳書櫥的逃亡 13. 完美一點 14. 小眼睛 15. 高麗菜+重來 CD-2 1. The Blower's Daughter 2. 送你一把泥土 3. Grace Kelly 4. 有沒有 5. 陰天的向日葵 6. 理由 7. 好天氣 8. 慢慢等 |

## 演唱會

### 個人演唱會
| 日期                             | 城市     | 場館                                 | 嘉賓                | 嘉賓                |
| 兩腳書櫥的逃亡                   |          |                                      |                     |                     |
| 2010年9月18日                    | 臺北     | 台北國際會議中心                     |                     |                     |
| 2010年9月25日                    | 臺中：   | 國立中興大學惠蓀堂                   |                     |                     |
| 印象派                           |          |                                      |                     |                     |
| 2012年11月10日                   | 香港     | 九龍灣國際展貿中心匯星Star Hall      | 盧凱彤              | 盧凱彤              |
| 2012年11月25日                   | 臺北     | 國立臺灣大學綜合體育館               | 魏如萱              | 魏如萱              |
| 放開那女孩 Free That Girl        |          |                                      |                     |                     |
| 2015年9月12日                    | 臺北     | 臺北小巨蛋                           | 吳汶芳、謝金燕      | 吳汶芳、謝金燕      |
| 2016年6月18日                    | 香港     | 九龍灣國際展貿中心匯星Star Hall      | 周慧敏              | 周慧敏              |
| 2017年5月14日                    | 广州     | 中山紀念堂                           |                     |                     |
| 2017年6月3日                     | 深圳     | 保利劇院                             |                     |                     |
| 2017年6月10日                    | 成都     | 錦城藝術宫                           |                     |                     |
| 2017年7月1日                     | 北京     | 樂視體育生態中心M空間                | 徐佳瑩              | 徐佳瑩              |
| 2017年10月28日                   | 新加坡   | 聖淘沙名勝世界劇場                   |                     |                     |
| 而立 At thirty                   |          |                                      |                     |                     |
| 2019年11月2日                    | 北京     | M空間                                |                     |                     |
| 2019年11月9日                    | 南京     | 南京奧體中心體育館副館               |                     |                     |
| 2019年11月23日                   | 成都     | 華熙LIVE 528M空間                    |                     |                     |
| 2019年11月30日                   | 武汉     | 武漢客廳·中國文化博覽中心D廳         |                     |                     |
| 2019年12月7日                    | 深圳     | 南山區赤灣石油基地H區倉庫            |                     |                     |
| 2019年12月14日                   | 福州     | 福州市體育館                         |                     |                     |
| 2019年12月21日                   | 重庆     | 華熙文化體育中心                     |                     |                     |
| 2020年1月1日                     | 杭州     | MAO Livehouse杭州                    |                     |                     |
| 而立之後 After thirty            |          |                                      |                     |                     |
| 2020年12月19日                   | 臺北     | 台北流行音樂中心                     | 魏如萱              | 魏如萱              |
| 2020年12月20日                   | 臺北     | 台北流行音樂中心                     | 茄子蛋              | 茄子蛋              |
| 2023年5月7日                     | 香港     | AXA x WONDERLAND (安盛 X 竹翠公園)   |                     |                     |
| 2023年5月16日                    | 溫哥華   | Queen Elizabeth Theatre              |                     |                     |
| 2023年5月18日                    | 多倫多   | Meridian Hall                        |                     |                     |
| 2023年6月9日                     | 雪梨     | Darling Harbour Theatre              |                     |                     |
| 2023年6月10日                    | 墨爾本   | Festival Hall                        |                     |                     |
| 2023年7月8日                     | 澳門     | 倫敦人綜藝館                         |                     |                     |
| 因为是你                         |          |                                      |                     |                     |
| 2025年7月22日                    | 新加坡   | Capitol Theatre                      |                     |                     |
| 2025年7月23日                    | 新加坡   | Capitol Theatre                      |                     |                     |
| 2022年7月24日                    | 马来西亚 | Mega Star Arena, Viva mall           |                     |                     |
| 如果可以，我想和你明天再見       |          |                                      |                     |                     |
| 2022年9月10日                    | 臺北     | 台北小巨蛋                           | Weibird             | Weibird             |
| 2022年9月11日                    | 臺北     | 台北小巨蛋                           | Weibird             | Weibird             |
| 「一直都在」音樂會               |          |                                      |                     |                     |
| 2023年11月3日                    | 青島     | 鳳凰之聲大劇院·演藝廳                |                     |                     |
| 2023年12月1日                    | 上海     | 蜚聲PHASE LIVE HOUSE                 |                     |                     |
| 2023年12月1日                    | 福州     | MoliLive茉莉空間                     |                     |                     |
| 2023年12月2日                    | 天津     | 大麥66LiveHouse天津                  |                     |                     |
| 2023年12月10日                   | 武漢     | 不晚InTime Live（漢陽造店）          |                     |                     |
| 2023年12月16日                   | 寧波     | 寧波奧體中心綜合館                   |                     |                     |
| 2023年12月17日                   | 西安     | 西演SPACE·塞斯拾陸                   |                     |                     |
| 2023年12月22日                   | 合肥     | 九萊福                               |                     |                     |
| 2023年12月23日                   | 重慶     | 寅派動力                             |                     |                     |
| 2023年12月24日                   | 長沙     | 達豐空間                             |                     |                     |
| 2023年12月29日                   | 廈門     | WOKESHOW星巢沃克秀                   |                     |                     |
| 2024年1月1日                     | 蘇州     | 陽澄國際電競館（陽澄文體中心）       |                     |                     |
| 2024年1月5日                     | 廣州     | 聲音共和LIVE HOUSE                   |                     |                     |
| 2024年1月6日                     | 深圳     | HOU LIVE（前海店）                   |                     |                     |
| 2024年1月7日                     | 成都     | CH8冇獨空間（完美店）                |                     |                     |
| 2024年1月12日                    | 南京     | 1701 Live House Max                  |                     |                     |
| 2024年1月13日                    | 北京     | EAST LIVE                            |                     |                     |
| 2024年1月14日                    | 杭州     | 大麥66LiveHouse杭州                  |                     |                     |
| 如果可以，我想和你明天再見 again |          |                                      |                     |                     |
| 2023年11月11日                   | 臺北     | 台北小巨蛋                           | Weibird             | 動力火車            |
| 2023年11月12日                   | 臺北     | 台北小巨蛋                           | Weibird             | 陶喆                |
| 2024年5月11日                    | 高雄     | 高雄巨蛋                             | Weibird             | 羅時豐              |
| 2024年11月16日                   | 上海     | 靜安體育中心體育館                   | 徐海喬              | 徐海喬              |
| 2024年12月14日                   | 深圳     | 龍華文體中心                         | 慶憐Caelan Moriarty | 慶憐Caelan Moriarty |
| 2024年12月22日                   | 廣州     | 亞運城綜合體育館                     | 焦邁奇              | 焦邁奇              |
| 2025年1月4日                     | 成都     | 成都金融城演藝中心                   | 李克勤              | 李克勤              |
| 2025年3月8日                     | 澳門     | 倫敦人綜藝館                         |                     |                     |
| 2025年3月22日                    | 溫州     | 溫州甌海奧體中心體育館               |                     |                     |
| 2025年3月29日                    | 長沙     | 賀龍體育館                           |                     |                     |
| 2025年4月12日                    | 杭州     | 杭州拱墅運河體育公園體育館           |                     |                     |
| 2025年5月10日                    | 廈門     | 嘉庚體育館                           |                     |                     |
| 2025年5月17日                    | 蘇州     | 蘇州高新區文體中心-體育館            |                     |                     |
| 2025年5月24日                    | 佛山     | 佛山嶺南明珠體育館                   |                     |                     |
| 2025年6月14日                    | 南京     | 江蘇省五台山體育中心雙溝珍寶坊體育館 |                     |                     |
| 2025年6月22日                    | 香港     | 亞洲國際博覽館10號展覽館             | 呂爵安              | 呂爵安              |
| 2025年7月19日                    | 武漢     | 洪山體育館                           |                     |                     |

### 眾星演唱會
| 日期             | 演唱會名稱                       | 地點                   | 共同演出                                                                                                  |
| 2015年12月31日   | 2016臺北最High新年城跨年晚會     | 臺北市市民廣場         | 張惠妹、謝金燕、蕭亞軒、潘瑋柏、炎亞綸、畢書盡、曾沛慈、嚴爵、溫嵐、大嘴巴                                |
| 2017年12月31日   | 2018臺北最High新年城跨年晚會     | 臺北市市民廣場         | Rain、蔡健雅、頑童MJ116、丁噹、周湯豪、畢書盡、艾怡良、鬼鬼、林明禎、IN2IT                                |
| 2018年8月4日     | 超犀利趴9 小巨蛋主場SUPER STAGE  | 臺北小巨蛋             | Perfume（Japan）、五月天、蘇慧倫、法蘭黛樂團、蕭秉治                                                      |
| 2020年8月23日    | 超犀利趴11 小巨蛋主場SUPER STAGE | 臺北小巨蛋             | 鼓鼓、蕭秉治、呂士軒、ØZI、周華健、五月天、影像嘉賓：孫燕姿                                               |
| 2022年12月31日   | 2023臺北最High新年城跨年晚會     | 臺北市市民廣場         | 蔡健雅、9m88、孝琳、理想混蛋、阿爆、美秀集團、彭佳慧、 血肉果汁機、許富凱、傻子與白痴、劉若英、玖壹壹     |
| 2023年3月11-12日 | 我期待 張雨生演唱會 致敬25       | 臺北流行音樂中心表演廳 | 9m88、TRASH樂團、UNUS、告五人、陳綺貞、陶晶瑩、黃韻玲、 果陀劇場、小男孩樂團、陳子鴻&政大YEAH樂團、夜貓組 |
| 2023年12月31日   | 2024臺北最High新年城跨年晚會     | 臺北市市民廣場         | |

## 演出作品

### 大型典禮
| 曲目            | 原唱         | 劇名               | 劇名 |
| --------------- | ------------ | ------------------ | ---- |
| 〈冬夜〉        | 毛恩足       | 《台北歌手》       | 片尾 |
| 〈舊情綿綿〉    | 洪榮宏       | 《城市情歌》       | 片尾 |
| 〈Who You Are〉 | 陳欣斈       | 《翻牆的記憶》     | 片頭 |
| 〈爛泥〉        | 草東沒有派對 | 《麻醉風暴2》      | 片頭 |
| 〈魚仔〉        | 盧廣仲       | 《花甲男孩轉大人》 | 片頭 |

| 曲目               | 歌手   | 專輯                           |
| ------------------ | ------ | ------------------------------ |
| 〈美夢公司〉       | 許鈞   | 《美夢公司》                   |
| 〈最後的水族館〉   | 裘德   | 《最後的水族館》               |
| 〈1989的下午〉     | 馬念先 | 《Mama Jeans and Daddy Shoes》 |
| 〈雨時多雲偶陣晴〉 | 盧廣仲 | 《勵志論》                     |
| 〈時間的B面〉      | 崔健   | 《飛狗》                       |
| 〈Paradigm〉       | 黃宣   | 《BEANSTALK》                  |

### 電影
| 年份       | 電影名稱（類型）       | 電影名稱（類型） | 導演           | 飾演           | 合作演員                                                |
| 2012年4月  | 《什麼鳥日子》         | 劇情長片         | 鄒奕笙、邱柏翰 | 大學生         | 邱彥翔、吳冠群、許時豪、龐蕾馨、徐宏愷、洪章世          |
| 2012年10月 | 《I Love My Job》      | 劇情短片         | 陳立謙         | 韋禮安/凱文    | Calvin Yee、DJ Steve、DJ Nic、DJ May、DJ 黃曉涵、李永鋒 |
| 2017年4月  | 《藍精靈：迷失的村莊》 | 動畫長片         | Kelly Asbury   | 小聰明（配音） |                                                         |
| 2017年11月 | 《侗族大歌》           | 劇情長片         | 丑丑           | 千樹           | 卢燕、王庆祥、王嘉、蕭浩冉                              |

### 舞台劇
| 年份   | 劇名                  | 導演   | 飾演   |
| 2014年 | 紅樓夢（What is sex） | 林奕華 | 說書人 |

### 電視節目
| 年份       | 節目名稱                               | 擔任   |
| 2012年12月 | 《說走就走我們愛旅行》（云南省大理市） | 主持人 |

## 公益活動
| 年份 | 活動名稱                           | 備註                               |
| 2013 | 台灣世界展望會「愛的麵包」         | 亞美尼亞關懷之旅                   |
| 2014 | 台灣世界展望會「愛的麵包」         | 波斯尼亚和黑塞哥维那關懷之旅       |
| 2014 | 台灣世界展望會「助學行動」         | 助學行動代言人                     |
| 2015 | 台灣世界展望會「資助兒童計畫」     | 赞比亚關懷之旅（與郭靜共同參與）   |
| 2018 | 台灣世界展望會「飢餓三十」         | 乌干达關懷之旅（與劉以豪共同參與） |
| 2022 | 兒童福利聯盟「小舵手啟航助學計畫」 | 募款代言人                         |
| 2024 | 基督教救助協會「1919陪讀計畫」     | 募款代言人                         |

## 獎項紀錄

### 金曲獎
| 年份 | 典禮         | 獎項           | 入圍者與作品               | 結果 |
| 2011 | 第22屆金曲獎 | 最佳新人       | 《韋禮安》                 | 獲獎 |
| 2011 | 第22屆金曲獎 | 最佳國語男歌手 | 《韋禮安》                 | 提名 |
| 2011 | 第22屆金曲獎 | 最佳國語專輯   | 《韋禮安》                 | 提名 |
| 2011 | 第22屆金曲獎 | 最佳作曲人     | 〈有沒有〉                 | 提名 |
| 2015 | 第26屆金曲獎 | 最佳國語男歌手 | 《有所畏》                 | 提名 |
| 2015 | 第26屆金曲獎 | 最佳作曲人     | 〈狼〉                     | 獲獎 |
| 2021 | 第32屆金曲獎 | 年度專輯       | 《Sounds of My Life》      | 提名 |
| 2021 | 第32屆金曲獎 | 最佳華語專輯   | 《Sounds of My Life》      | 提名 |
| 2021 | 第32屆金曲獎 | 最佳華語男歌手 | 《Sounds of My Life》      | 提名 |
| 2021 | 第32屆金曲獎 | 最佳作曲人     | 〈I Wrote a Song for You〉 | 提名 |
| 2022 | 第33屆金曲獎 | 年度歌曲       | 〈如果可以〉               | 提名 |
| 2023 | 第34屆金曲獎 | 最佳編曲人     | 王希文〈明天再見〉         | 提名 |

### 中華音樂人交流協會
| 年份 | 典禮                   | 獎項     | 獲選者與作品          | 結果 |
| 2011 | 年度十大專輯暨十大單曲 | 十大專輯 | 《韋禮安》            | 獲獎 |
| 2012 | 年度十大專輯暨十大單曲 | 十大專輯 | 《有人在等》          | 獲獎 |
| 2015 | 年度十大專輯暨十大單曲 | 十大單曲 | 〈狼〉                | 獲獎 |
| 2020 | 年度十大專輯暨十大單曲 | 十大專輯 | 《Sounds of My Life》 | 獲獎 |

### HITO流行音樂獎
| 年份 | 典禮           | 獎項               | 入圍者與作品                                    | 結果 |
| 2012 | HITO流行音樂獎 | Hito電視主題曲     | 〈還是會〉                                      | 獲獎 |
| 2013 | HITO流行音樂獎 | Hito創作男歌手     | 《有人在等》                                    | 獲獎 |
| 2015 | HITO流行音樂獎 | 最受歡迎男歌手     | 《有所畏》                                      | 提名 |
| 2015 | HITO流行音樂獎 | Hit Fm最愛創作歌手 | 《有所畏》                                      | 獲獎 |
| 2015 | HITO流行音樂獎 | Hito作曲人         | 〈在你身邊〉                                    | 獲獎 |
| 2017 | HITO流行音樂獎 | Hito作曲人         | 〈在意〉                                        | 獲獎 |
| 2022 | HITO流行音樂獎 | 年度百首單曲冠軍   | 〈如果可以〉                                    | 獲獎 |
| 2022 | HITO流行音樂獎 | 年度十大華語歌曲   | 〈如果可以〉                                    | 獲獎 |
| 2022 | HITO流行音樂獎 | 最受歡迎數位單曲   | 〈如果可以〉                                    | 提名 |
| 2022 | HITO流行音樂獎 | Hito電影主題曲     | 〈如果可以〉                                    | 獲獎 |
| 2022 | HITO流行音樂獎 | Hito電視主題曲     | 〈因為是你〉                                    | 獲獎 |
| 2023 | HITO流行音樂獎 | 最受歡迎男歌手     | 《明天再見》                                    | 獲獎 |
| 2023 | HITO流行音樂獎 | 年度十大華語歌曲   | 〈沒有人想念沒離開的人〉                        | 獲獎 |
| 2023 | HITO流行音樂獎 | Hito對唱歌曲       | 曾沛慈、韋禮安 〈今天陽光就是特別耀眼特別和諧〉 | 獲獎 |

| 年份 | 獎項               | 獲選者與作品                      | 結果 |
| 2010 | Hit FM年度十大專輯 | 《韋禮安首張同名全創作專輯》      | 獲獎 |
| 2020 | Hit FM年度十大專輯 | 《Sounds of My Life》             | 獲獎 |
| 2021 | Hit FM年度十大專輯 | 《I'm More Sober When I'm Drunk》 | 獲獎 |
| 2022 | Hit FM年度十大專輯 | 《明天再見》                      | 獲獎 |

| 年份 | 獎項               | 獲選單曲（順位） | 獲選單曲（順位）                 | 獲選單曲（順位） | 獲選單曲（順位）                 | 獲選單曲（順位） | 獲選單曲（順位） | 獲選單曲（順位） | 獲選單曲（順位） |
| 2010 | Hit FM年度百首單曲 | 59               | 〈因為愛〉                       | 〈因為愛〉       | 〈因為愛〉                       | 〈因為愛〉       | 〈因為愛〉       | 〈因為愛〉       | 〈因為愛〉       |
| 2011 | Hit FM年度百首單曲 | 56               | 〈還是會〉                       | 〈還是會〉       | 〈還是會〉                       | 〈還是會〉       | 〈還是會〉       | 〈還是會〉       | 〈還是會〉       |
| 2012 | Hit FM年度百首單曲 | 60               | 〈還是愛著你〉                   | 〈還是愛著你〉   | 〈還是愛著你〉                   | 〈還是愛著你〉   | 〈還是愛著你〉   | 〈還是愛著你〉   | 〈還是愛著你〉   |
| 2014 | Hit FM年度百首單曲 | 59               | 〈在你身邊〉                     | 〈在你身邊〉     | 〈在你身邊〉                     | 〈在你身邊〉     | 〈在你身邊〉     | 〈在你身邊〉     | 〈在你身邊〉     |
| 2015 | Hit FM年度百首單曲 | 47               | 〈女孩〉                         | 〈女孩〉         | 〈女孩〉                         | 〈女孩〉         | 〈女孩〉         | 〈女孩〉         | 〈女孩〉         |
| 2016 | Hit FM年度百首單曲 | 32               | 〈第一個想到你〉                 | 70               | 〈如果再見〉                     | 〈如果再見〉     | 〈如果再見〉     | 〈如果再見〉     | 〈如果再見〉     |
| 2020 | Hit FM年度百首單曲 | 26               | 〈不用告訴我〉                   | 38               | 〈貓咪共和國〉                   | 54               | 〈這樣好嗎〉     | 〈這樣好嗎〉     | 〈這樣好嗎〉     |
| 2021 | Hit FM年度百首單曲 | 1                | 〈如果可以〉                     | 23               | 〈R.I.P.〉                       | 62               | 〈Cheap Love〉   | 75               | 〈因為是你〉     |
| 2022 | Hit FM年度百首單曲 | 12               | 〈如果可以 from THE FIRST TAKE〉 | 39               | 〈今天陽光就是特別耀眼特別和諧〉 | 51               | 〈明天再見〉     | 60               | 〈不得不〉       |
| 2022 | Hit FM年度百首單曲 | 72               | 〈沒有人想念沒離開的人〉         |                  |                                  |                  |                  |                  |                  |
| 2023 | Hit FM年度百首單曲 | 71               | 〈一直都在〉                     | 〈一直都在〉     | 〈一直都在〉                     | 〈一直都在〉     | 〈一直都在〉     | 〈一直都在〉     | 〈一直都在〉     |

### KKBOX風雲榜
| 年份 | 典禮        | 獎項                      | 獲選者與作品 | 結果 |
| 2013 | KKBOX風雲榜 | 偶像劇原聲帶 年度最佳單曲 | 〈還是會〉   | 獲獎 |
| 2017 | KKBOX風雲榜 | 十大風雲歌手              | 《硬戳》     | 獲獎 |
| 2022 | KKBOX風雲榜 | 華語風雲歌手              | 不適用       | 獲獎 |
| 2023 | KKBOX風雲榜 | 百大風雲歌手              | 〈R.I.P.〉   | 獲獎 |
| 2024 | KKBOX風雲榜 | 百大風雲歌手              | 〈一直都在〉 | 獲獎 |

| 年份 | 專輯單曲榜          | 專輯單曲榜   | 獲選者與作品   | 結果   |
| 2010 | KKBOX專輯單曲榜     | 專輯榜       | 《韋禮安》     | 第15名 |
| 2010 | KKBOX專輯單曲榜     | 單曲榜       | 〈因為愛〉     | 第13名 |
| 2012 | KKBOX專輯單曲榜     | 專輯榜       | 《有人在等》   | 第29名 |
| 2012 | KKBOX專輯單曲榜     | 單曲榜       | 〈還是會〉     | 第10名 |
| 2014 | KKBOX專輯單曲榜     | 專輯榜       | 《有所畏》     | 第7名  |
| 2014 | KKBOX專輯單曲榜     | 單曲榜       | 〈在你身邊〉   | 第5名  |
| 2015 | KKBOX華語年度單曲榜 | 年度20大金曲 | 〈女孩〉       | 第9名  |
| 2015 | KKBOX華語年度單曲榜 | 年度20大金曲 | 〈別說沒愛過〉 | 第11名 |

### 其他獎項

#### 2011年
| 地點       | 主辦單位/典禮名稱         | 獎項名稱                | 單曲/專輯  | 結果  |
| 臺灣       | MusicRadio音樂之聲        | DJ推薦2010華語20大專輯  | 《韋禮安》 | 獲獎  |
| 臺灣       | ezPeer                    | 2010年度點播單曲榜      | 〈因為愛〉 | 第9名 |
| 臺灣       | KKBOX雜誌                 | 2010年度推薦華語專輯    | 《韋禮安》 | 獲獎  |
| 臺灣       | 2010[V]音樂飆榜           | 最佳新人獎              | 《韋禮安》 | 獲獎  |
| 臺灣       | 2010[V]音樂飆榜           | 年度金曲                | 〈因為愛〉 | 獲獎  |
| 臺灣       | 第1屆全球流行音樂金榜     | 最受歡迎新人獎          | 《韋禮安》 | 提名  |
| 中國大陸   | Music Radio中國TOP排行榜  | 港台-年度最佳創作歌手   | 《韋禮安》 | 提名  |
| 中國大陸   | Music Radio中國TOP排行榜  | 港台-最受歡迎新人       | 《韋禮安》 | 提名  |
| 中國大陸   | Music Radio中國TOP排行榜  | 港台-年度傳媒推薦男歌手 | 《韋禮安》 | 提名  |
| 中國大陸   | 第十一届華語音樂傳媒大獎  | 最佳國語男新人          | 《韋禮安》 | 提名  |
| 新加坡     | 第5屆Freshmusic Awards    | 最佳男演唱人            | 《韋禮安》 | 獲獎  |
| 新加坡     | 第5屆Freshmusic Awards    | 最佳專輯設計            | 《韋禮安》 | 獲獎  |
| 新加坡     | 第5屆Freshmusic Awards    | 最佳作曲                | 〈有沒有〉 | 提名  |
| 中國上海市 | 第十一屆全球華語榜        | 最受歡迎新人獎          | 《韋禮安》 | 獲獎  |
| 中國上海市 | 第十一屆全球華語榜        | 年度二十大金曲          | 〈有沒有〉 | 獲獎  |
| 臺灣       | PTT第六屆視聽劇場人氣藝人 | 最佳人氣男藝人          | 《韋禮安》 | 第3名 |
| 臺灣       | PTT第六屆視聽劇場人氣藝人 | 最佳人氣金曲            | 〈還是會〉 | 第7名 |

#### 2012年
| 地點       | 主辦單位/典禮名稱                | 獎項名稱               | 單曲/專輯    | 結果 |
| 中國廣州市 | 雪碧中國原創音樂流行榜           | 年度最受歡迎電視金曲獎 | 〈還是會〉   | 獲獎 |
| 中國廣州市 | 雪碧中國原創音樂流行榜           | 飛躍表現獎             | 〈還是會〉   | 獲獎 |
| 香港       | 新城國語力頒獎禮                 | 新城國語力創作歌手     | 〈還是會〉   | 獲獎 |
| 中國廣州市 | 华娱卫视亞洲十大紅人盛典         | 最佳新人               | 《有人在等》 | 獲獎 |
| 香港       | 新城勁爆頒獎禮                   | 新城勁爆創作歌手獎     | 《有人在等》 | 獲獎 |
| 香港       | 新城勁爆頒獎禮                   | 新城勁爆國語歌曲       | 〈心醉心碎〉 | 獲獎 |
| 馬來西亞   | one FM ntv7 勁爆30排行榜年度總選 | 2012十大專輯           | 《有人在等》 | 獲獎 |
| 馬來西亞   | one FM ntv7 勁爆30排行榜年度總選 | 傳媒推薦NO1專輯        | 《有人在等》 | 獲獎 |

#### 2013年
| 地點           | 主辦單位/典禮名稱                        | 獎項名稱                  | 單曲/專輯      | 結果 |
| 臺灣           | PTT第七屆視聽劇場人氣藝人榜              | 年度最佳人氣男藝人        | 〈還是會〉     | 獲獎 |
| 臺灣           | 第3屆全球流行音樂金榜                    | 年度二十大金曲            | 〈還是愛著你〉 | 獲獎 |
| 中國北京市     | 2012年度MusicRadio 音樂之聲中國TOP排行榜 | 港台地區最佳作曲          | 〈還是愛著你〉 | 獲獎 |
| 中國北京市     | 2012年度MusicRadio 音樂之聲中國TOP排行榜 | 年度金曲                  | 〈還是愛著你〉 | 獲獎 |
| 中國北京市     | 2012年度MusicRadio 音樂之聲中國TOP排行榜 | 港台年度最佳創作歌手      | 《有人在等》   | 獲獎 |
| 中國北京市     | 2012年度MusicRadio 音樂之聲中國TOP排行榜 | 港台年度最佳唱片          | 《有人在等》   | 提名 |
| 中國北京市     | 2012年度MusicRadio 音樂之聲中國TOP排行榜 | 港台校園人氣歌手（男/女） | 《有人在等》   | 提名 |
| 中國北京市     | 2012年度MusicRadio 音樂之聲中國TOP排行榜 | 港台年度傳媒推薦男歌手    | 《有人在等》   | 提名 |
| 中國北京市     | 2012年度MusicRadio 音樂之聲中國TOP排行榜 | 港台年度傳媒推薦唱片      | 《有人在等》   | 提名 |
| 中國惠州市     | 第13屆華語音樂傳媒大獎                   | 國語男歌手                | 《有人在等》   | 提名 |
| 馬來西亞吉隆坡 | 第13屆全球華語歌曲排行榜                 | 最受歡迎創作歌手          | 《有人在等》   | 獲獎 |
| 馬來西亞吉隆坡 | 第13屆全球華語歌曲排行榜                 | 最受歡迎男歌手            | 《有人在等》   | 提名 |
| 馬來西亞吉隆坡 | 第13屆全球華語歌曲排行榜                 | 最受歡迎20大金曲          | 〈心醉心碎〉   | 獲獎 |
| 馬來西亞吉隆坡 | 第13屆全球華語歌曲排行榜                 | 最佳專輯                  | 《有人在等》   | 獲獎 |
| 新加坡         | 第十八屆新加坡金曲獎                     | 最佳創作歌手              | 《有人在等》   | 獲獎 |
| 新加坡         | 新加坡e樂大賞                            | 最佳年度專輯              | 《有人在等》   | 獲獎 |

#### 2014年
| 地點       | 主辦單位/典禮名稱        | 獎項名稱           | 單曲/專輯  | 結果  |
| 中國北京市 | 酷狗音樂十年盛典         | 年度最佳原創歌手獎 | 《有所畏》 | 獲獎  |
| 香港       | 新城國語力頒獎禮         | 優秀演繹獎         | 《有所畏》 | 獲獎  |
| 香港       | 新城國語力頒獎禮         | 原創歌曲金奬       | 〈面具〉   | 獲獎  |
| 新加坡     | 第十九届新加坡金曲奖     | 最佳演绎男歌手奖   | 《有所畏》 | 提名  |
| 新加坡     | 第十九届新加坡金曲奖     | 最受欢迎男歌手奖   | 《有所畏》 | 提名  |
| 新加坡     | 第十九届新加坡金曲奖     | 最佳创作歌手奖     | 《有所畏》 | 提名  |
| 中國廣州市 | 第14届全球华语歌曲排行榜 | 最受欢迎男歌手     | 《有所畏》 | 提名  |
| 臺灣       | 第6届iNDIEVOX年度風雲榜  | 台湾最佳獨立專輯   | 《有所畏》 | 第1名 |
| 中國廣州市 | 第15届華語音樂傳媒大獎   | 最佳國語男歌手     | 《有所畏》 | 提名  |

#### 2015年
| 地點       | 主辦單位/典禮名稱                            | 獎項名稱                   | 單曲/專輯    | 結果 |
| 中國廣州市 | 第十屆《勁歌王》金曲金榜全球華人樂壇音樂盛典 | 最佳唱作人                 | 《有所畏》   | 獲獎 |
| 中國廣州市 | 第十屆《勁歌王》金曲金榜全球華人樂壇音樂盛典 | 最佳創作專輯               | 《有所畏》   | 獲獎 |
| 馬來西亞   | one FM ntv7 勁爆30排行榜年度總選             | 全宇宙NO1最愛男歌手        | 《有所畏》   | 獲獎 |
| 馬來西亞   | one FM ntv7 勁爆30排行榜年度總選             | 傳媒推薦NO1專輯            | 《有所畏》   | 獲獎 |
| 馬來西亞   | one FM ntv7 勁爆30排行榜年度總選             | 2014十大專輯               | 《有所畏》   | 獲獎 |
| 馬來西亞   | 第五屆全球流行音樂金榜                       | 年度最受歡迎男歌手         | 《有所畏》   | 提名 |
| 中國廣州市 | 華語金曲獎                                   | 年度最佳國語男歌手         | 《有所畏》   | 提名 |
| 中國廣州市 | 華語金曲獎                                   | 年度最佳唱作人             | 《有所畏》   | 提名 |
| 中國北京市 | 2014年度MusicRadio 中國TOP排行榜             | 港台年度最佳作曲           | 〈在你身邊〉 | 獲獎 |
| 中國北京市 | 2014年度MusicRadio 中國TOP排行榜             | 港台年度最佳創作男歌手     | 《有所畏》   | 獲獎 |
| 中國北京市 | 2014年度MusicRadio 中國TOP排行榜             | 年度金曲                   | 〈狼〉       | 獲獎 |
| 中國北京市 | 2014年度MusicRadio 中國TOP排行榜             | 港台年度最佳製作人         | 《有所畏》   | 提名 |
| 中國北京市 | 2014年度MusicRadio 中國TOP排行榜             | 港台年度最佳編曲           | 〈狼〉       | 提名 |
| 新加坡     | 第15屆全球華語歌曲排行榜                     | 最受歡迎男歌手             | 《有所畏》   | 提名 |
| 新加坡     | 第15屆全球華語歌曲排行榜                     | 最受歡迎創作歌手           | 《有所畏》   | 提名 |
| 新加坡     | 第15屆全球華語歌曲排行榜                     | 年度20大金曲               | 〈女孩〉     | 提名 |
| 中國廣州市 | 音樂先鋒榜                                   | 年度最佳先鋒創作歌手       | 《有所畏》   | 獲獎 |
| 中國廣州市 | 音樂先鋒榜                                   | 年度先鋒男歌手五強         | 《有所畏》   | 獲獎 |
| 中國廣州市 | 音樂先鋒榜                                   | 年度港台最受歡迎先鋒男歌手 | 《有所畏》   | 獲獎 |

#### 2016年
| 地點       | 主辦單位/典禮名稱            | 獎項名稱           | 單曲/專輯      | 結果 |
| 馬來西亞   | 2015年《ON MUSIC流行音乐榜》 | 年度10大最ON金曲   | 〈別說沒愛過〉 | 獲獎 |
| 中國深圳市 | 2016 QQ音樂巔峰盛典          | 年度最佳影視金曲獎 | 獲獎           |      |
| 中國北京市 | 第六届全球流行音乐金榜       | 年度最受歡迎單曲   | 提名           |      |

#### 2017年
| 地點       | 主辦單位/典禮名稱               | 獎項名稱       | 單曲/專輯 | 結果 |
| 中國北京市 | Music Radio全球流行音樂年度盛典 | 最佳創作男歌手 | 《硬戳》  | 獲獎 |
| 中國北京市 | Music Radio全球流行音樂年度盛典 | 全金榜最佳作曲 | 《硬戳》  | 獲獎 |
| 中國北京市 | Music Radio全球流行音樂年度盛典 | 年度20大金曲   | 〈Intro〉 | 獲獎 |

#### 2021年
| 地點   | 主辦單位/典禮名稱         | 獎項名稱         | 單曲/專輯             | 結果 |
| 新加坡 | 第14屆 Fresh Music Awards | 年度10大專輯     | 《Sounds of My Life》 | 獲獎 |
| 新加坡 | 第14屆 Fresh Music Awards | 最佳男演唱人     | 《Sounds of My Life》 | 提名 |
| 新加坡 | 第14屆 Fresh Music Awards | 年度10大單曲     | 〈不用告訴我〉        | 提名 |
| 臺灣   | 第1屆 PlayMusic Awards    | 年度十大華語專輯 | 《Sounds of My Life》 | 獲獎 |
| 臺灣   | 第1屆 PlayMusic Awards    | 年度十大華語歌曲 | 〈記得回來〉          | 獲獎 |
| 臺灣   | 第58屆金馬獎              | 最佳原創電影歌曲 | 〈如果可以〉          | 提名 |

#### 2022年
| 地點   | 主辦單位/典禮名稱                      | 獎項名稱                | 單曲/專輯    | 結果 |
| 加拿大 | 2021 加拿大至HIT中文歌曲排行榜年度總選 | 至HIT推崇作詞人（國語） | 〈因為是你〉 | 提名 |
| 加拿大 | 2021 加拿大至HIT中文歌曲排行榜年度總選 | 至HIT推崇作詞人（國語） | 〈因為是你〉 | 獲獎 |
| 加拿大 | 2021 加拿大至HIT中文歌曲排行榜年度總選 | 專業推崇國語十大歌曲    | 〈因為是你〉 | 獲獎 |
| 新加坡 | 第7屆 Lavender Music Awards            | 最受歡迎歌曲獎          | 〈如果可以〉 | 獲獎 |
| 新加坡 | 第7屆 Lavender Music Awards            | 最佳作曲人獎            | 〈忽然〉     | 提名 |
| 新加坡 | 第7屆 Lavender Music Awards            | 最佳編曲人獎            | 〈忽然〉     | 提名 |
| 新加坡 | 第7屆 Lavender Music Awards            | 年度飛越獎              | 〈如果可以〉 | 獲獎 |
| 新加坡 | 第15屆 Fresh Music Awards              | 年度10大專輯            | 〈如果可以〉 | 獲獎 |
| 新加坡 | 第15屆 Fresh Music Awards              | 年度金曲                | 〈如果可以〉 | 獲獎 |

#### 2023年
| 地點     | 主辦單位/典禮名稱                      | 獎項名稱                | 單曲/專輯                  | 結果 |
| 加拿大   | 2022 加拿大至HIT中文歌曲排行榜年度總選 | 至HIT推崇男歌手（國語） | 《明天再見》               | 提名 |
| 馬來西亞 | 第16屆Freshmusic Awards                | 年度十大單曲            | 熊仔、韋禮安〈鬧鈴與愛歌〉 | 獲獎 |
| 新加坡   | YES 933 潮流音樂盛典 2023              | 年度歌手獎              | 《明天再見》               | 獲獎 |

#### 2024年
| 地點 | 主辦單位/典禮名稱 | 獎項名稱          | 單曲/專輯    | 結果 |
| 台灣 | 2024 Apple Music  | 2024 百大最佳歌曲 | 〈Too Good〉 | 獲獎 |

## 外部連結
- 韋禮安的Facebook專頁
- 韋禮安的新浪微博
- 韋禮安的Instagram帳戶
- 韋禮安的StreetVoice-雙魚座的雨季
- 韋禮安的網易雲音樂主頁 （页面存档备份，存于）